# Carlos Canobbio
Carlos Canobbio (* 7. Januar 1982 in Montevideo) ist ein ehemaliger uruguayischer Fußballspieler und heutiger -trainer.

## Karriere
Der je nach Quellenlage 1,83 Meter oder 1,84 Meter große Abwehrspieler Canobbio, dessen vollständiger Name je nach Quellenlage Carlos Alberto Canobbio Bentaberry oder Carlos Fabián Canobbio Bentaberry lautet, ist der Bruder des Fußballspielers Fabián Canobbio. Von der Spielzeit 1999/2000 bis 2004/2005 gehörte er dem Kader des uruguayischen Vereins Club Atlético Progreso an. In der Apertura 2003 werden dort in der Segunda División zwölf bestrittene Ligabegegnungen und zwei Tore für ihn geführt. In der Zwischensaison 2005 und mindestens der Apertura der Spielzeit 2005/06 stand er in Reihen des Club Deportivo Colonia und kam dort in 24 Partien zum Zug. Canobbio bestritt sodann in der Apertura 2006 fünf Partien in der Primera División für den Club Atlético Rentistas. Er wechselte am 15. Januar 2007 auf Leihbasis bis zum Saisonende nach Spanien zu Cerro de Reyes. Der aufnehmende Klub sicherte sich eine Kaufoption. Er spielte in der Saison 2006/07. Sein Debüt feierte er am 4. Februar 2007 gegen Mérida UD. Sein letztes Spiel datiert vom 27. Mai 2007. Der Gegner war Jaén. Insgesamt wurde Canobbio in zwölf Begegnungen der División B eingesetzt. Dabei schoss er ein Tor. Es folgten zwei weitere Stationen in Spanien beim CD Onda (2007/08) in der Tercera División, dem er sich im August 2007 anschloss, und bei CD Buñol (2008/09). 2008/09 spielte er zudem für den griechischen Klub A.O. Makenodikos in der Dritten Liga. Anfang März 2009 schloss er sich dem spanischen Verein CD Olímpic de Xàtiva an. Canobbio stand in der Spielzeit 2011/12 und 2012/13 erneut bei Progreso unter Vertrag. Seine Einsatzstatistik weist dort in der ersten Spielzeit elf Einsätze und ein Tor auf. 2012/13 stehen je nach Quellenlage zwölf oder 13 Erstligaspiele und zwei Tore zu Buche. Auch verursachte er in der zweiten Spielzeit zwei Eigentore. Im Februar 2013 zog er sich den bereits zweiten Kreuzbandriss seiner Karriere zu. Nachdem rund zehn Jahre zuvor das linke Knie betroffen war, ereilte ihn dieses Mal die Verletzung am rechten Knie. Zur Saison 2013/14 wechselte er zum Ligakonkurrenten Danubio FC. Zum Gewinn der uruguayischen Meisterschaft in jener Spielzeit trug er mit sieben Erstligaeinsätzen (kein Tor) bei. In der Saison 2014/15 sind vier weitere absolvierte Ligaspiele (kein Tor) für ihn verzeichnet. Ende Oktober 2015 kehrte er zu Progreso zurück und bestritt in der Spielzeit 2015/16 neun Zweitligapartien (kein Tor).

## Erfolge
- Uruguayischer Meister: 2013/14